# Sinodendron
Sinodendron is een geslacht van kevers uit de  familie van de vliegende herten (Lucanidae).

## Soorten
- Sinodendron cylindricum (Linnaeus, 1758) (Rolrond vliegend hert)
- Sinodendron persicum Reitter, 1902
- Sinodendron rugosum Mannerheim, 1843
- Sinodendron yunnanense Kral, 1994